# Đại Bồn địa Hoa Kỳ

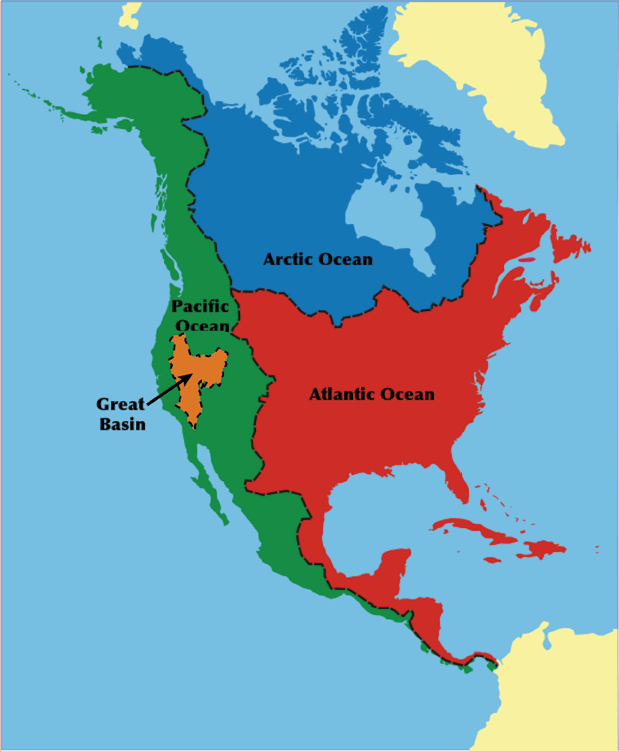
Bản đồ tiêu nước biểu thị vùng Đại Bồn địa bằng màu vàng

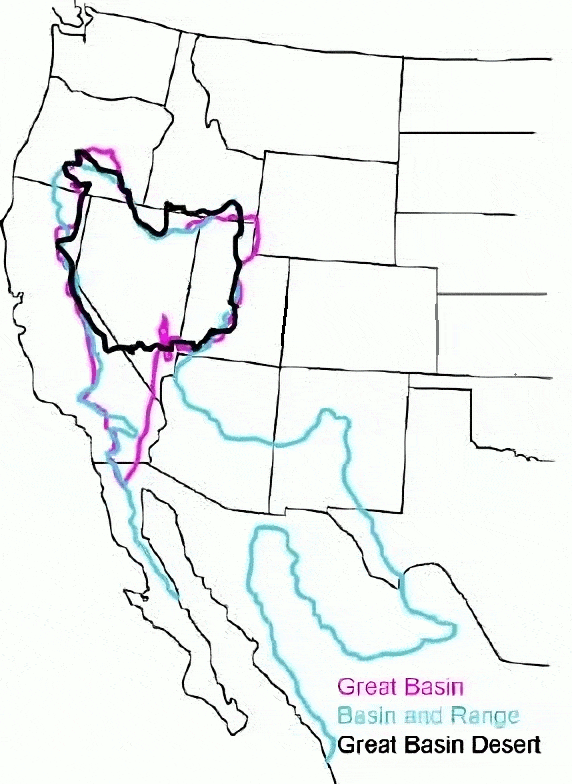
Các định nghĩa khác nhau về vùng Đại Bồn địa

Đại Bồn địa hay Lòng chảo lớn (tiếng Anh: The Great Basin) là một vùng rộng lớn và khô cằn ở miền tây Hoa Kỳ. Ranh giới của nó tùy thuộc vào cách mà người ta định nghĩa cho nó. Định nghĩa phổ biến nhất của nó là bồn địa (hay lòng chảo) tiêu nước liền nhau. Nó gần như nằm giữa dãy núi Wasatch ở Utah và Sierra Nevada và không có một thủy lộ tự nhiên nào thông ra biển. Vì thế nó là một bồn địa khép kín. Hoang mạc Đại Bồn địa được định hình bởi vùng phạm vi của các loài thực vật đặc trưng và bao phủ một vùng khá khác biệt (nhỏ hơn). Vùng văn hóa Đại Bồn địa là nơi cư ngụ của một số bộ lạc Shoshonean, mở rộng xa về phía bắc và phía đông hơn bồn địa thủy văn. "Xứ bồn địa và rặng núi" là một vùng địa lý được dễ dàng nhận ra nhất trong Đại Bồn địa nhưng nó lại mở rộng vào trong Hoang mạc Sonoran và Hoang mạc Mojave.

## Mô tả
Cao nguyên núi liền núi rộng 200.000 dặm Anh (520.000 km²) bao phủ phần lớn Nevada và hơn phân nửa Utah cũng như một phần của các tiểu bang California, Idaho, Oregon và Wyoming.  Đại Bồn địa không phải là một bồn địa đơn độc mà đúng hơn là một loạt các lưu vực nước nối tiếp nhau có ranh giới ở phía tây cạnh các lưu vực của sông Sacramento-sông San Joaquin và sông Klamath, ranh giới phía bắc cạnh các lưu vực của sông Columbia-sông Snake, ranh giới phía nam và phía đông cạnh các lưu vực của  sông Colorado (Hoa Kỳ)-sông Green (Utah).
Các lưu vực nước bên trong Đại Bồn địa gồm có:
- Hồ Great Salt - Utah, Idaho, Wyoming (được cấp nước bởi một số sông gồm có sông Bear, sông Jordan và sông Weber)
- Hoang mạc Hồ Great Salt - Utah, Nevada
- Thung lũng Hamlin - Nevada, Utah
- Thung lũng Snake - Utah, Nevada
- Thung lũng Pine - Utah
- Thung lũng Tule - Utah
- Thung lũng Rush - Utah
- Thung lũng Tooele - Utah
- Thung lũng Skull - Utah
- Lạch Pilot - Nevada, Utah
- Lạch Thousand Springs - Nevada, Utah
- Thung lũng Curlew - Utah, Idaho
- Hồ Sevier - Utah
- Hoang mạc Escalante - Utah, Nevada
- Sông Beaver - Utah
- Humboldt Sink - Nevada (mạng lưới sông Humboldt, the longest river in the Great Basin)
- Hoang mạc Black Rock - Nevada, Oregon
- Hoang mạc Lạch Smoke - Nevada, California
- Hồ Massacre - Nevada, California

- Hồ Continental - Nevada, Oregon

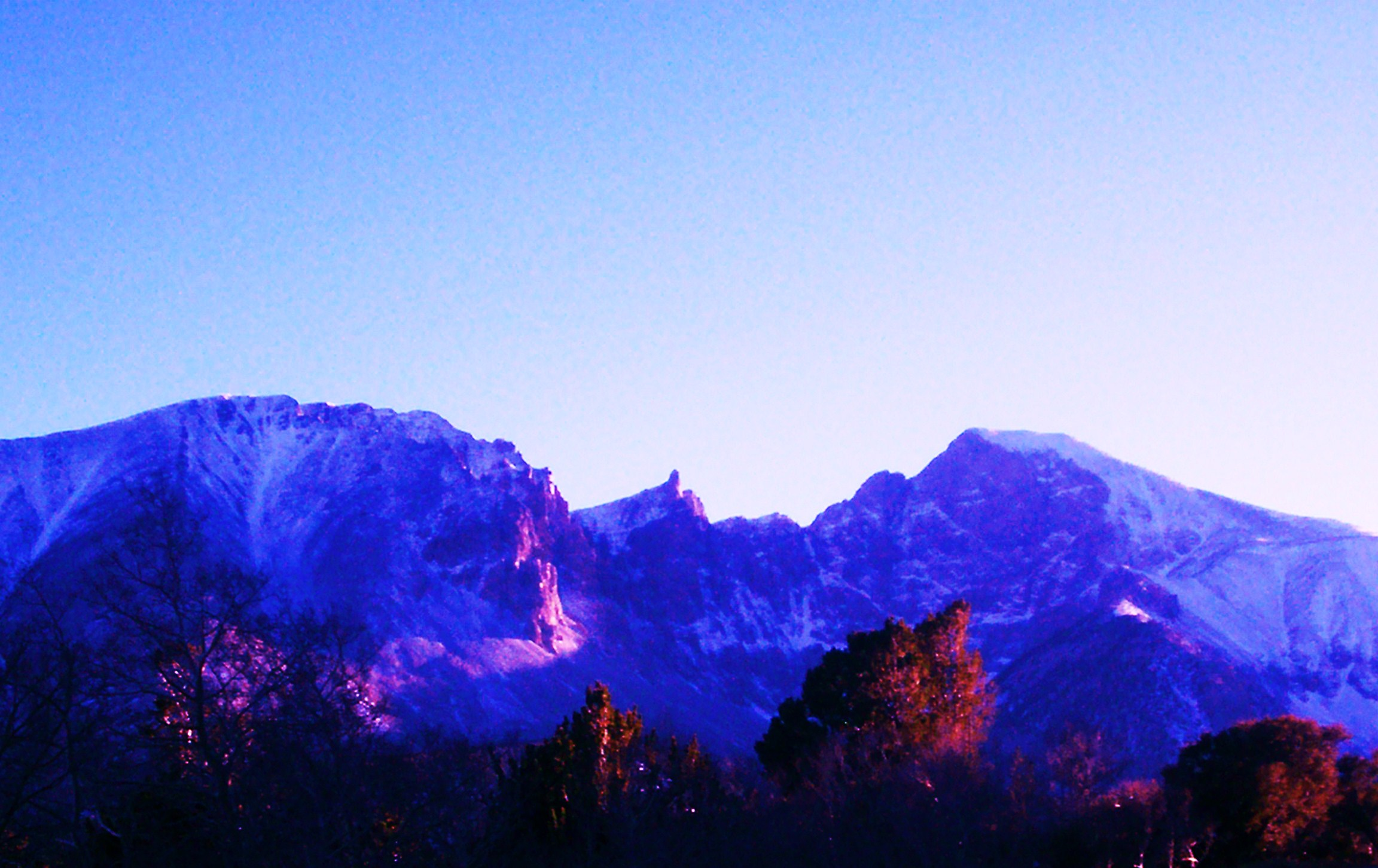
Đỉnh Wheeler, Công viên Quốc gia Đại Bồn địa, Nevada

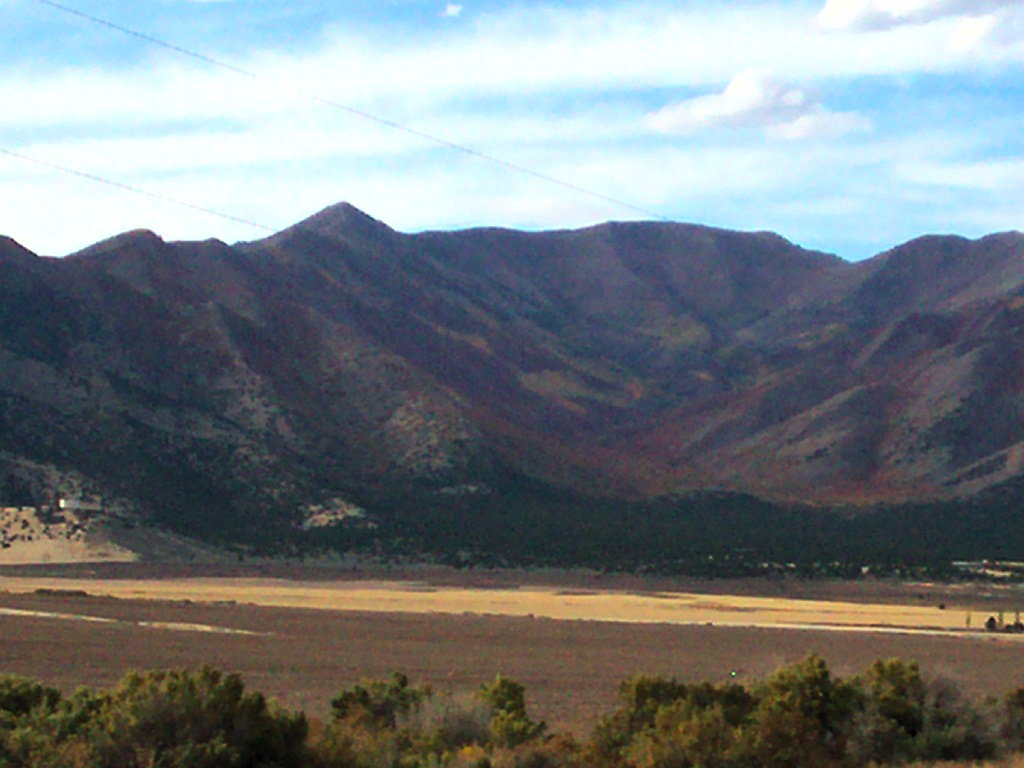
Các rặng núi bị chia cắt bởi các thung lũng là đặc tính tiêu biểu về địa lý của Đại Bồn địa.

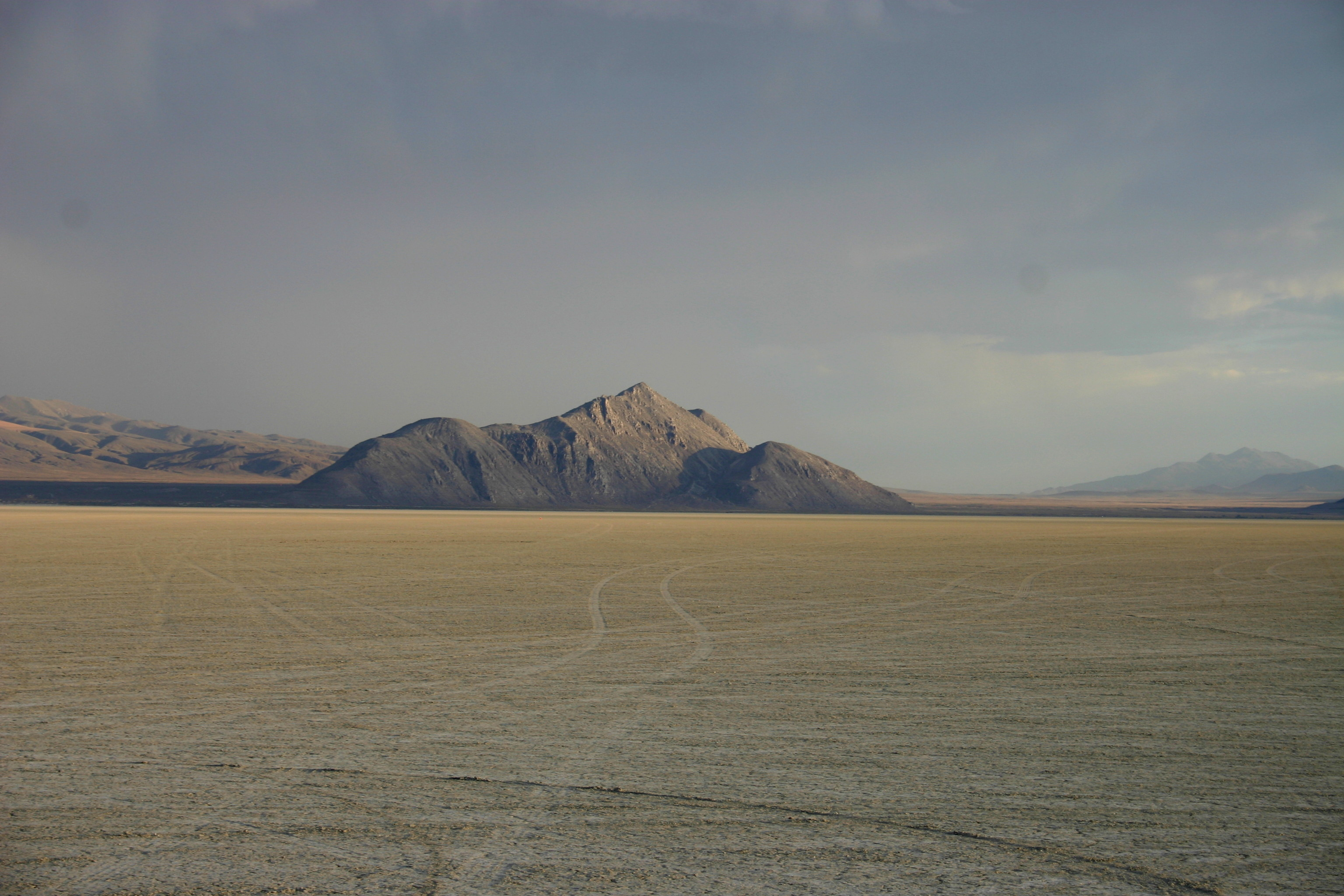
Hoang mạc Black Rock, Nevada

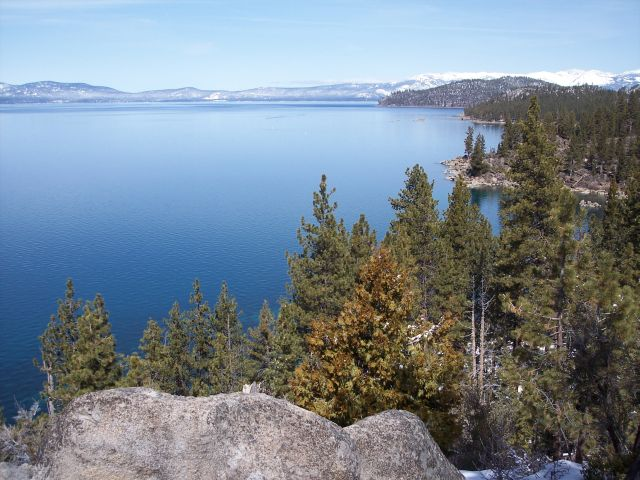
Hồ Tahoe trên ranh giới giữa California và Nevada

- Hồ Pyramid - Nevada, California (mạng lưới Hồ Tahoe qua Sông Truckee)
- Hồ Winnemucca - Nevada (trước đây là kênh xả của Hồ Pyramid)
- Thung lũng Granite Springs - Nevada
- Trũng Carson - Nevada, California
- Hồ Walker - Nevada, California
- Thung lũng Dixie - Nevada
- Thung lũng Gabbs - Nevada
- Thung lũng Big Smoky - Nevada
- Thung lũng Diamond - Nevada
- Thung lũng Monitor - Nevada
- Thung lũng Little Smoky - Nevada
- Thung lũng Newark - Nevada
- Thung lũng Long - Nevada
- Thung lũng Ruby - Nevada
- Thung lũng Spring - Nevada
- Thung lũng Steptoe - Nevada
- Thung lũng Hồ Dry - Nevada
- Thung lũng Hồ Fish - Nevada, California
- Thung lũng Soda Spring - Nevada
- Thung lũng Ralston - Nevada
- Thung lũng Stone Cabin - Nevada
- Thung lũng Lạch Hot - Nevada
- Thung lũng Railroad - Nevada
- Bãi cạn Cactus - Nevada
- Bãi cạn Sarcobatus - Nevada
- Thung lũng Sand Spring - Nevada
- Thung lũng Tikaboo - Nevada
- Thung lũng Ivanpah - Nevada, California
- Thung lũng Pahrump - Nevada, California
- Lòng chảo Harney - Oregon
- Hồ Summer - Oregon
- Hồ Silver - Oregon
- Hồ Abert - Oregon
- Hồ Warner - Oregon, California, Nevada
- Hồ Guano - Oregon, Nevada
- Hồ Alvord - Oregon, Nevada
- Sông Lost - California, Oregon
- Lạch Butte - California, Oregon
- Hồ Goose - California, Oregon
- Hồ Tulare - California (mạng lưới Sông Kings)
- Hồ Buena Vista - California
- Carrizo Plain - California
- Hồ Elsinore - California
- Thung lũng Surprise - California, Nevada
- Bình nguyên Madeline - California, Nevada
- Hồ Honey - California, Nevada
- Hồ Eagle - California
- Hồ Mono - California, Nevada
- Hồ Crowley - California, Nevada
- Hồ Owens - California
- Thung lũng Eureka - California, Nevada
- Thung lũng Saline - California
- Thung lũng Chết - California, Nevada
- Thung lũng Panamint - California
- Thung lũng Indian Wells - California
- Thung lũng Searles - California
- Thung lũng Antelope - California
- Thung lũng Fremont - California
- Hồ Coyote - California
- Hồ Cuddeback - California
- Sông Mojave - California
- Hoang mạc Mojave - California
- Salton Sea - California

Phần lớn Đại Bồn địa, đặc biệt khắp miền bắc Nevada, gồm có một loạt các rặng núi cách ly và những thung lũng xen kẽ.  Đây là cấu hình địa lý được biết với tên gọi Xứ Lòng chảo và Rặng núi (Basin and Range Province).  Ngoài ra, Đại Bồn địa còn có hai bể lắng rộng là vết tích nền hồ của những hồ tiền sử đã tồn tại trong bồn địa suốt thời kỳ băng hà cuối cùng nhưng kể từ đó phần lớn đã bị cạn khô. Hồ Bonneville trải rộng qua phần lớn tây Utah và vào trong Idaho và Nevada để lại phía sau là Hồ Great Salt, Các bãi cạn Bonneville Salt, Hồ Utah, và Hồ Sevier. Cũng giống như vậy Hồ Lahontan trải rộng qua phần lớn tây bắc Nevada và các tiểu bang lân cận, để lại phía sau những vết tích như Hoang mạc Black Rock, Trũng Carson, Trũng Humboldt, Hồ Walker, Hồ Pyramid, Hồ Winnemucca, và Hồ Honey.

## Địa chất

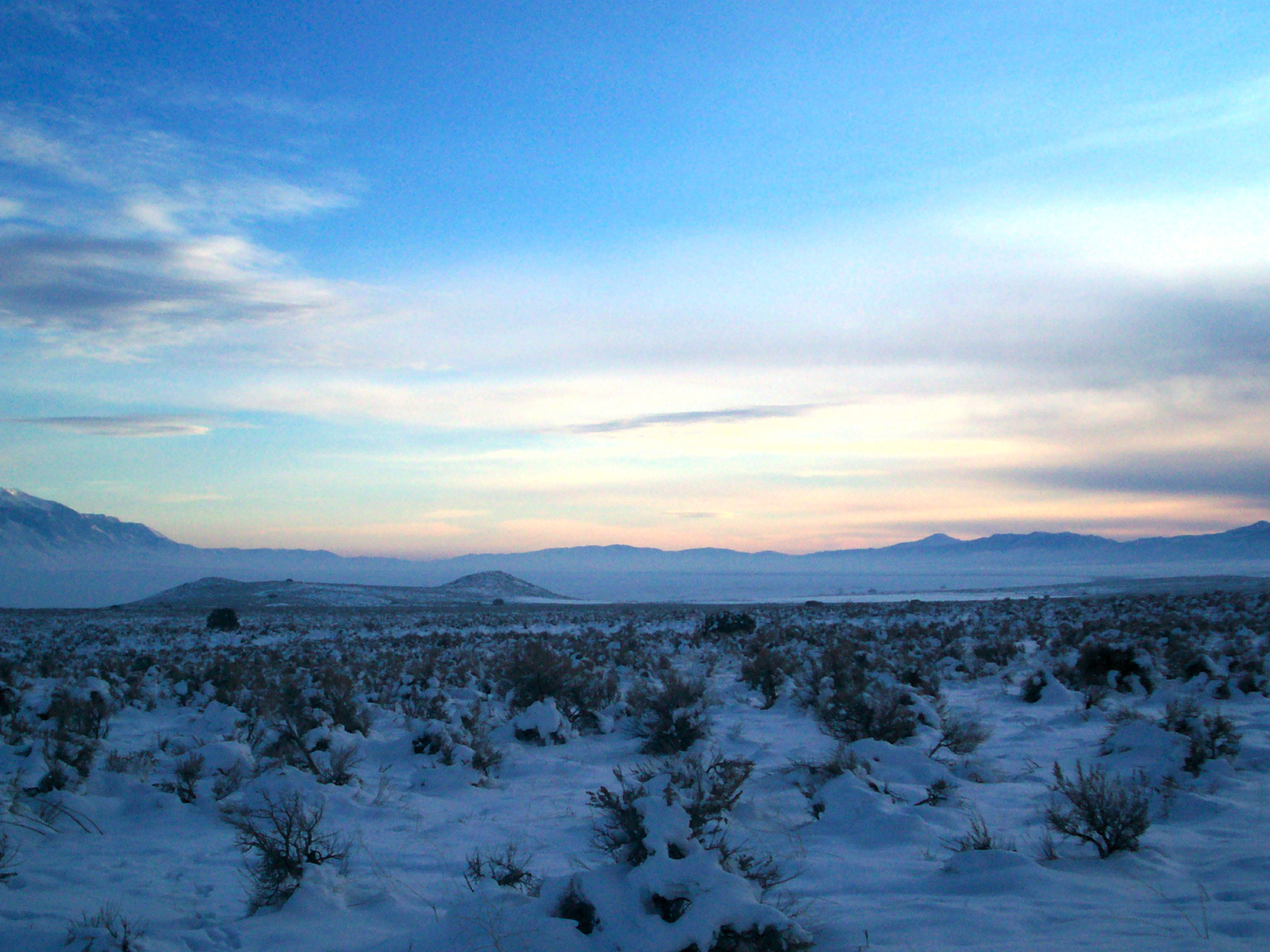
Mùa đông tại Đại Bồn địa, Quận Utah, tiểu bang Utah

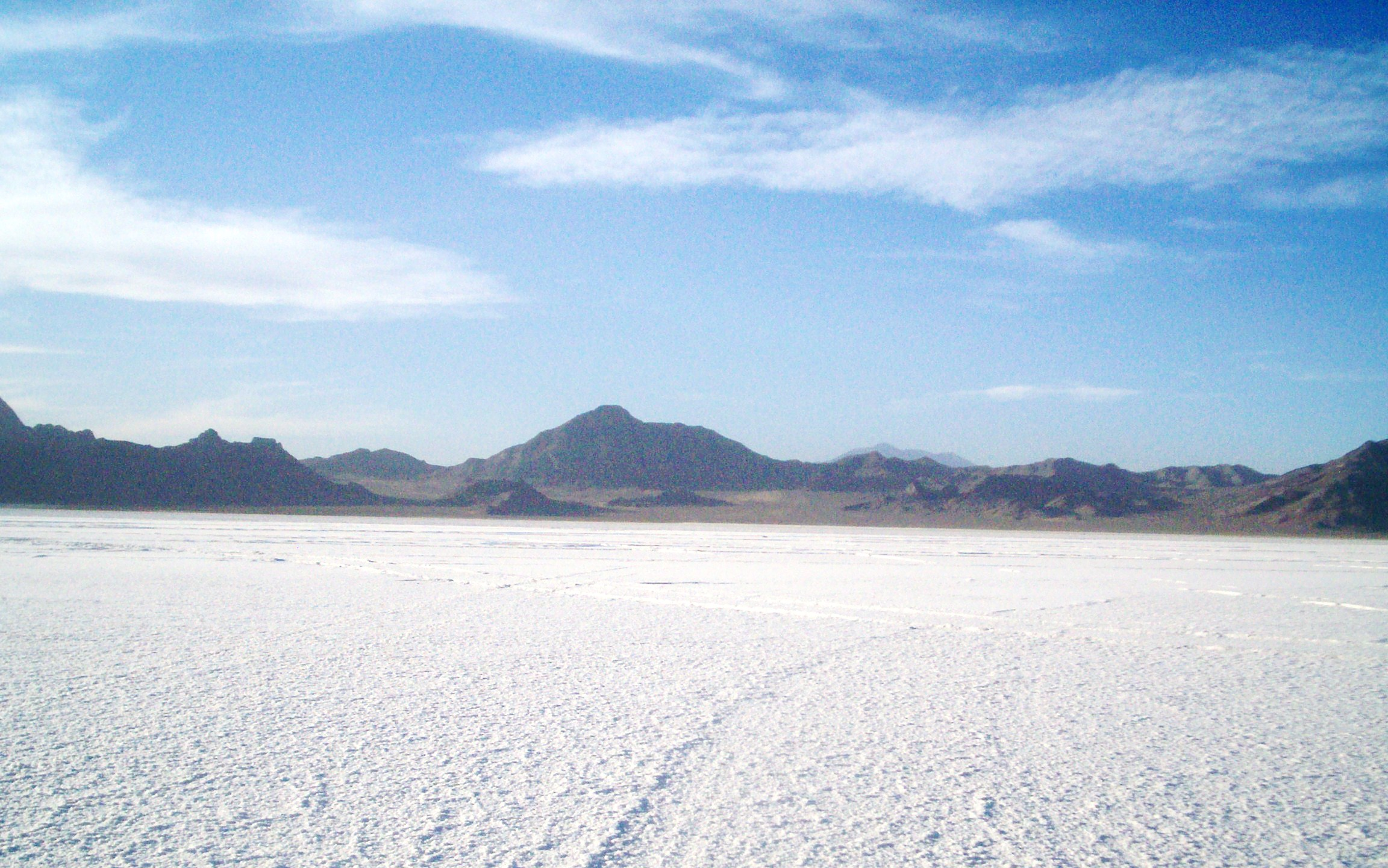
Bãi cạn Bonneville Salt ở tây Utah

Đại Bồn địa là một phần của bộ phận địa chất lớn hơn là Xứ Lòng chảo và Rặng núi.
Đại Bồn địa được các nhà địa chất cho rằng là nơi đang có sự giản rộng và gãy nứt. Mặc dù nằm trên cao, vỏ Trái Đất ở đây thật sự tương đối mỏng và càng ngày càng mỏng.  Một số nhà địa chất còn cho rằng vùng rạng nứt nhô lên của Đông Thái Bình Dương có thể trong tương lai xa sẽ tách Đại Bồn địa ra, có thể ngay ở Thung lũng Imperial, mở đường cho biển tiến vào từ Vịnh California.
Walker Lane là một đường lõm chạy từ Oregon đến Thung lũng Chết có thể là nơi hình thành vịnh do sự tách rời Đại Bồn địa trong tương lai như đã nói ở trên.
Ngày 23 tháng 2 năm 2008, một trận động đất có cường độ 6,0 xảy ra gần thị trấn Wells, Nevada.  Trung tâm của trận động đất này nằm trên Hệ thống vết nứt Thung lũng Independence.

## Thực vật và động vật
Đại Bồn địa phần lớn là hoang mạc nằm trên độ cao với các lòng chảo thấp nhất dưới 4.000 ft (1,200 m) và một số đỉnh núi cao trên 12.000 ft (3,700 m). Phần lớn các khu vực có nhiều loại cỏ bụi, đa số là giống Atriplex ở nơi thấp nhất và giống cây ngải trắng ở những nơi cao hơn.  Rừng tự nhiên có Utah Juniper, thông một lá (đa số ở các khu vực phía nam) hay Mountain Mahogany lá xoắn (đa số ở các khu vực phía bắc) mọc trên các sườn núi.  Các mãng rừng Thông Limber và Pinus longaeva có thể tìm thấy tại một số dãy núi cao hơn.  Cây dương và những bụi cây dương lá rung hiện diện trong những khu vực có nước đáng kể. 
Động vật gặm nhấm như thỏ đuôi đen, thỏ đuôi bông vãi sống ở hoang mạc và chó sói đồng cỏ Bắc Mỹ chuyên săn bắt chúng là những động vật có vú thường được thấy nhất.  Sóc cũng dễ thấy nhưng chúng thường đi tìm mồi trên mặt đất chỉ vào mùa xuân và đầu mùa hè. Các loại chuột và những loài gặm nhắm nhỏ khác cũng thường thấy.  Linh dương có gạc nhiều nhánh, nai, và báo sư tử cũng hiện diện khắp khu vực. Nai sừng tấm và cừu sừng lớn cũng có nhưng hiếm thấy.
Các loại thằn lằn nhỏ thường thấy, đặc biệt là ở các nơi thấp.  Rắn chuông cũng có trong vùng.
Các loại chim như chim dẽ nước (phalarope) và chim mỏ nhát (curlew) có thể thấy tại các vùng ướt.  Chim bồ nông trắng Mỹ (American white pelican) thường thấy ở Hồ Pyramid. Đại bàng mào vàng (golden eagle) có lẽ dễ tìm thấy trong vùng Đại Bồn địa hơn bất cứ nơi nào khác tại Hoa Kỳ.  Mourning Dove, Chiền chiện miền tây, Black-billed Magpie và Common Raven là những loài chim phổ biến khác trong vùng.
Hai loài cá có nguy cơ tuyệt chủng được tìm thấy trong Hồ Pyramid, đó là Cui-ui và Lahontan cutthroat trout.

## Định cư hiện tại
Đại Bồn địa vẫn là một trong số các khu vực dân cư thưa thớt nhất của Hoa Kỳ.  Hai thành phố lớn nhất nằm trong bồn địa là Salt Lake City, Utah ở rìa phía đông bồn địa và Reno, Nevada ở rìa phía tây. Các khu ngoại ô của Los Angeles gồm có Lancaster và Palmdale cùng với Victorville và Hesperia, California có dân số khoảng 600.000 người ở rìa phía nam bồn địa. Các thành phố nhỏ hơn gồm có Carson City, Nevada; Winnemucca, Nevada; Elko, Nevada; Ogden, Utah; Provo, Utah; and Logan, Utah.
Đại Bồn địa còn là nơi đi qua của các đường sắt, xa lộ tốc hành chính và dài như Xa lộ Liên tiểu bang 80 giữa Reno và Salt Lake City, Xa lộ Liên tiểu bang 15 giữa tây nam Utah và Idaho, và Xa lộ Liên tiểu bang 70 từ nơi tiếp giáp với Xa lộ Liên tiểu bang 15 ở trung Utah từ Đại Bồn địa băng qua Cao nguyên Colorado đến cận tây Colorado.  Các đường sắt như Union Pacific hiện nay làm chủ các đường sắt trước kia là Southern Pacific và Western Pacific.  Các đường sắt này mở rộng từ các vùng đô thị chính từ Denver, Colorado qua Salt Lake City, Utah và Reno, Nevada đến San Francisco, California; và từ Salt Lake City đến Los Angeles, California.

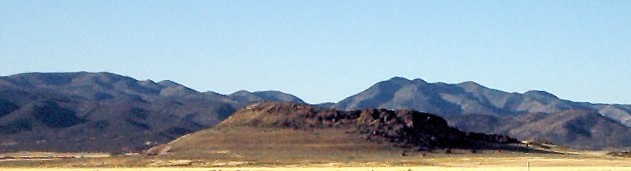
Núi lửa Black Rock gần Fillmore, Utah cạnh Xa lộ Liên tiểu bang 15